# La Meilleraye-de-Bretagne
La Meilleraye-de-Bretagne – miejscowość i gmina we Francji, w regionie Kraj Loary, w departamencie Loara Atlantycka.
Według danych na rok 2010 gminę zamieszkiwało 1345 osób, a gęstość zaludnienia wynosiła 49 osób/km².